# Černá skvrnitost listů javoru

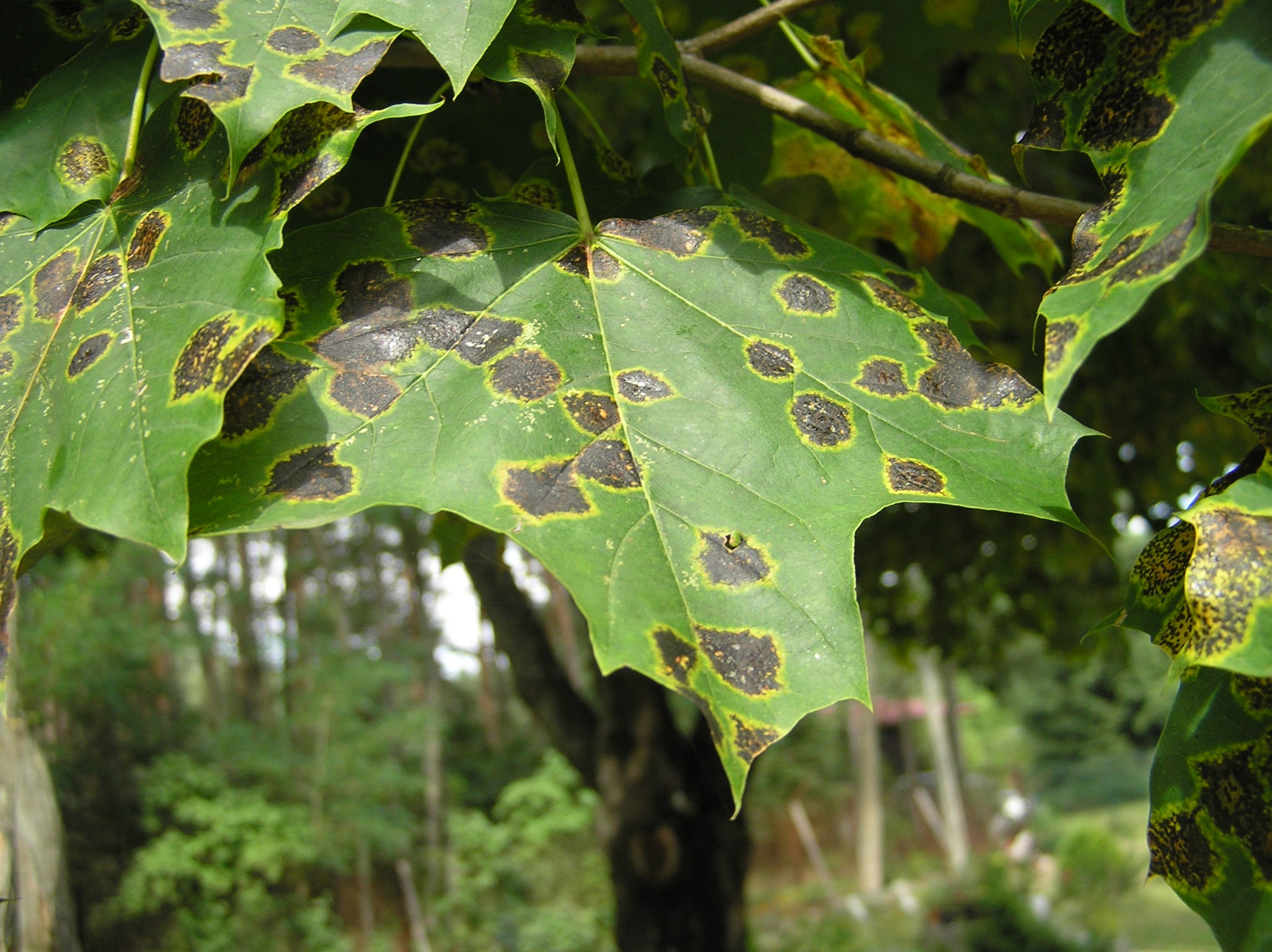
Černá skvrnitost listů javoru

Černá skvrnitost listů javoru je houbová choroba javoru, která se projevuje především na listech. Je způsobena cizopasnou houbou svraštělka javorová (Rhytisma acerinum). Svraštělka javorová je považována za bioindikátor čistoty ovzduší, napadá javory jen v oblastech s jistou mírou znečištění (SO2).

## Synonyma

### České názvy choroby
- čerň javorová
- černá skvrnitost listů javoru
- černá listová skvrnitost javoru[L 1]
- černovka javorová

### Odborné názvy patogena
Podle biolib.cz je pro patogena s označením svraštělka javorová Rhytisma acerinum používáno více rozdílných názvů, například Melanosorus acerinus nebo Xyloma lacrymans.

## Výskyt
V Severní Americe na javoru červeném (Acer rubrum), v Evropě bývá napadán javor mléč (Acer platanoides) a javor klen (Acer pseudoplatanus). Na ostatních druzích javoru je vzácná.

## Bioindikátor
Svraštělka javorová je bioindikátor čistoty ovzduší, s tím že napadá javory jen v oblastech s čistým ovzduším. Tedy potřebuje atmosféru s obsahem síry (SO2) v ovzduší do 90 μg/m3. Tento fakt potvrzují nebo citují mnohé věrohodné zdroje. S ohledem na výskyt v znečištěných městských aglomeracích byly provedeny průzkumy ověřující toto tvrzení. A uvedly, že obsah síry (SO2) v ovzduší do 50 μg/m3 nemá žádný efekt na růst svraštělky a šíření se odvíjí od výskytu spor schopných napadení, tedy blízkosti již napadené dřeviny.

## Příznaky
Na svrchní straně listů nažloutlé skvrny. Během vegetace se v místě rozšiřujících se skvrn objevují černé tečky, které se postupně zvětšují. S postupem vegetace tak vznikají na zelených listech rozšiřující se černé lesklé „asfaltové“ skvrny (tzv. dehtové skvrny), asi centimetr velké. Skvrny obsahují stromata konidiového (nepohlavního) stadia, pro které se používá název Melasmia acerina. Výtrusy dozrávají na jaře, jsou bezbarvé, nitkovité, 55–80 × 1,5–3 µm velké.

### Možnost záměny
Napadení houbou svraštělka tečkovaná Rhytisma punctatum. Houba tvoří shluky drobných stromat, rozlišiteným symptomem je mnoho velmi malých černých skvrnek v nevelké kruhovité oblasti, stromata jsou umístěna těsně u sebe.

## Význam
Nepatrná škodlivost. Jde spíše o kosmetickou vadu. Dotčené dřeviny jsou nízké ekonomické hodnoty, snížení výnosu hrozí pěstitelům jen zřídka.
Tato nemoc bývá spojována s úplnou degenerací svalových vláken (Equine atypical myopathy, EAM) a následnou smrtí u koní.

## Ochrana
Rezistentní odrůdy nejsou známy.

### Prevence
Shrabáním listí lze omezit výskyt napadení.

### Chemická ochrana
Postřik měďnatými fungicidy brzy na jaře, když listy začínají rašit a ještě dvakrát v průběhu celé sezóny, může pomoci snižovat výskyt choroby. Nicméně, je chemická kontrola se obvykle nepoužívá, protože toto onemocnění je většinou kosmetickou vadou. 